# Alviniconcha hessleri
Alviniconcha hessleri là một loài ốc biển, là động vật thân mềm chân bụng sống ở biển trong họ Provannidae.